# Железистые чернила

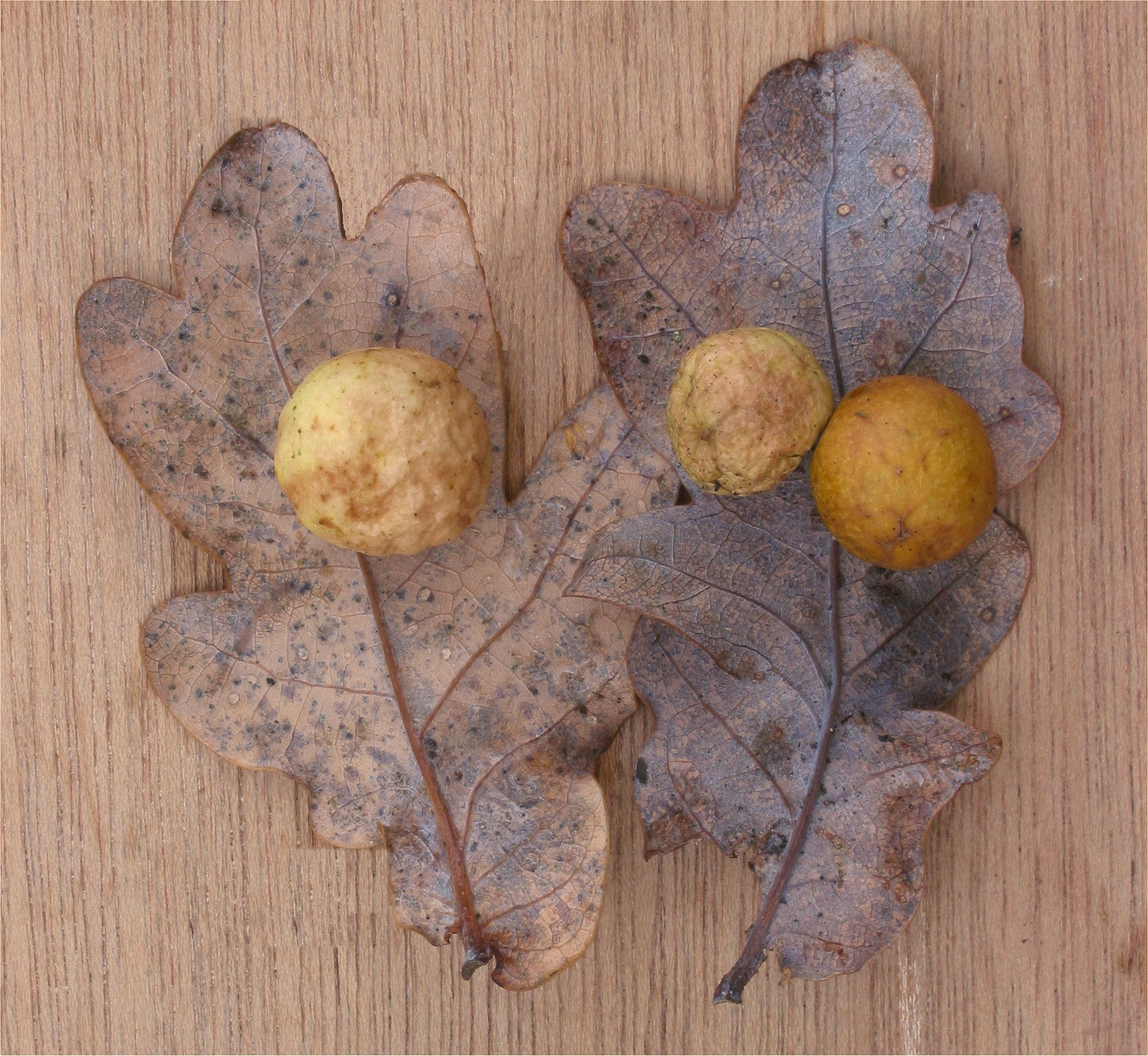
Чернильные орешки на сухих листьях дуба

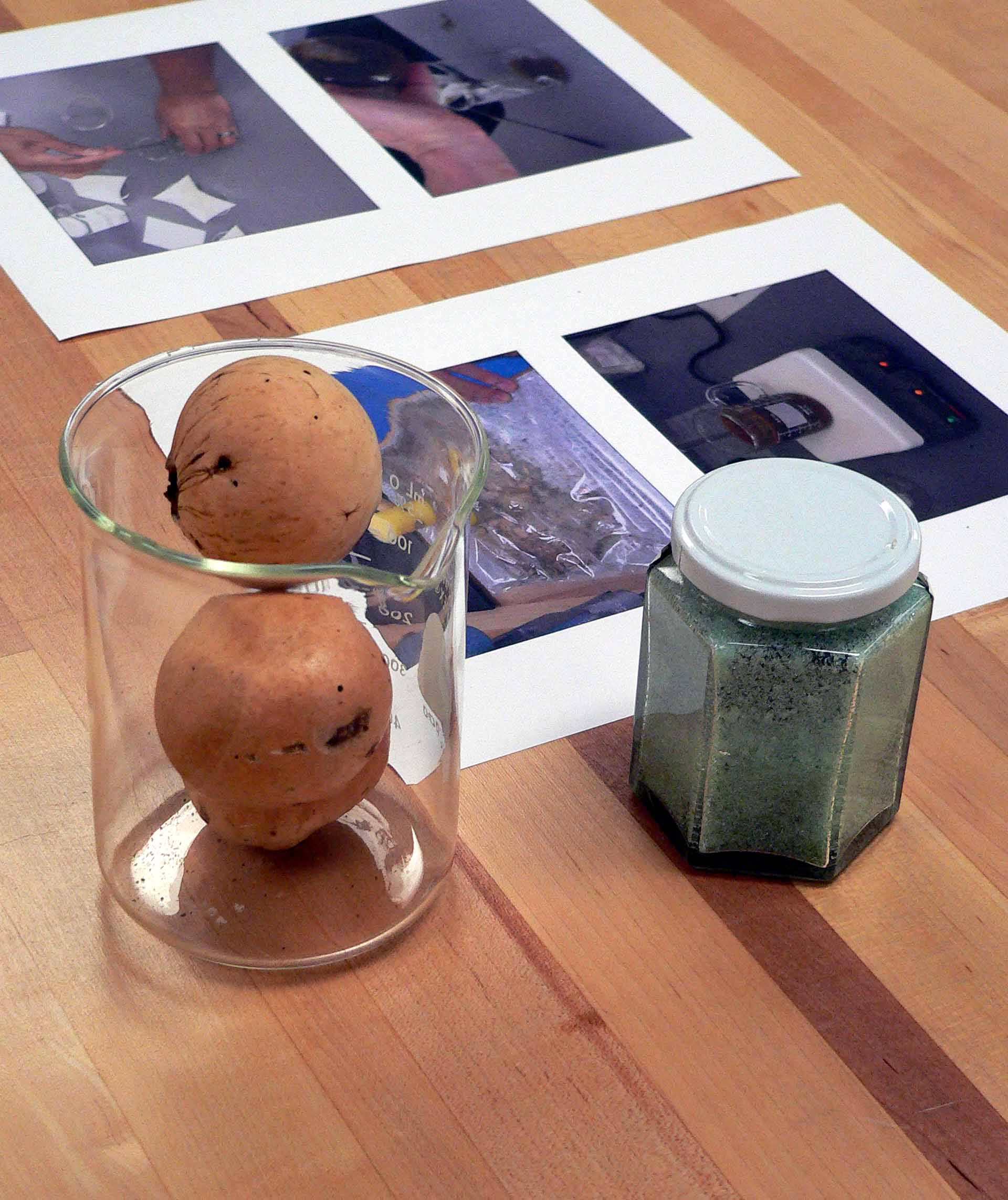
Чернильные орешки и двухвалентный сульфат железа — ингредиенты железистых чернил

Железистые чернила (также железо-галловые или орешковые чернила) представляют собой красно-чёрные или коричнево-чёрные чернила, изготовленные из сульфата железа и танинов, полученных из галлов «чернильные орешки». Долгое время данные чернила были стандартны для применения в письме, с наибольшим употреблением начиная с XVIII века вплоть до середины XX века в связи с постепенным увеличением грамотности.
В России помимо орешков (в связи с малым содержанием[уточнить] танина) использовали также кору различных пород деревьев (ольхи, дуба, ели, лиственницы, ясеня и др.). Чаще всего брали кору ольхи, богатую дубильными (до 16 %) и красящими веществами. Орешки дробили и экстрагировали из них танин мягкой водой (дождевой, ключевой, иногда речной), белым вином, крепким пивом или уксусом обычно холодным способом, настаивая их в течение нескольких дней, либо кипячением в течение нескольких часов. Из коры дубильные вещества извлекали длительным кипячением.
Согласно другому источнику на Руси переписчики рукописей использовали «чернять дубом с железинью» — «железные» чернила, которые готовили из железного купороса, добавляя отвар чернильных орешков с дубовых листьев либо водную вытяжку коры дуба.
Несмотря на хорошую стойкость чернил к выцветанию и смывке, из-за наличия в составе активных веществ такие чернила вызывают разрушение бумажного листа.
Основной из причин перехода от использования железистых чернил является повсеместное распространение авторучек, а в местах, где отказ невозможен, заменены на химические чернила, у которых отсутствуют негативные последствия применения.